# 유상욱 (영화 감독)
유상욱(1964년  ~ )은 대한민국의 영화 감독 시나리오 작가이다. 1993년 영화 '절대사랑'으로 감독 데뷔하였다.

## 필모그래피

### 학력
- 광운대학교 신문방송학과를 졸업

### 경력
- 1987년 중편 <허무의 이름들에게>- 제2회 MBC청년문학상 수상(이청준,한수산 심사위원)

### 영화
- 1992 김의 전쟁 (각본, 원작자)
- 1994 두 여자 이야기 (각본)
- 1994 절대사랑 (감독, 각본)
- 1996 피아노 맨 (감독, 각본, 음악부문)
- 1999 건축무한 육면각체의 비밀 (감독, 음악부문)
- 2005 종려나무 숲 (감독, 각본, 기획)
- 2007 굿바이데이 (2007년 영화) (감독)

### 도서
- 1989 허무의 이름들에게
- 1994 고양이 여인숙
- 1995 피아노 맨 1 / 2
- 2005 김의 전쟁
- 2005 두 여자 이야기

## 수상
- 1991 백상예술대상 각본상
- 1992 대종상 영화제 시나리오상
- 1993 백상예술대상 시나리오대상
- 1994 대종상 영화제 각본상
- 1999 유바리국제판타스틱영화제 관객상

## 같이 보기
- 한국 영화